# Wallers-en-Fagne
Wallers-en-Fagne is een gemeente in het Franse Noorderdepartement (regio Hauts-de-France) en telt 231 inwoners (2004). De plaats maakt deel uit van het arrondissement Avesnes-sur-Helpe. Sinds het eind van de 19de eeuw heette de gemeente Wallers-Trélon, verwijzend naar buurgemeente Trélon en als onderscheid met Wallers in hetzelfde departement. In augustus 2007 werd de gemeente weer hernoemd naar Wallers-en-Fagne.

## Geografie
De oppervlakte van Wallers-en-Fagne bedraagt 7,8 km², de bevolkingsdichtheid is 29,6 inwoners per km².
De onderstaande kaart toont de ligging van Wallers-en-Fagne met de belangrijkste infrastructuur en aangrenzende gemeenten.

## Demografie
Onderstaande figuur toont het verloop van het inwonertal (bron: INSEE-tellingen).